# Diplophyllum domesticum
Diplophyllum domesticum là một loài rêu tản trong họ Scapaniaceae. Loài này được (Gottsche) Stephani miêu tả khoa học lần đầu tiên năm 1894.